# Hans Marchwitza
Hans Marchwitza (Piekary Śląskie, 1890. június 25. – Potsdam, 1965. január 17.) német diplomata, újságíró, önéletrajzíró, író és költő.
Sziléziában született. Az első világháborúban a nyugati fronton harcolt, a két világháború között politizált főleg. A nácik elől menekülve Svájcba, Spanyolországba és az Egyesült Államokba menekült, a második világháború után Stuttgartba, majd az NDK-ban lévő Babelsbergbebe tért vissza. 1950-ben megkapta az NDK Nemzeti Díját.

## Művei
- Sturm auf Essen (Reportage, 1930)
- Walzwerk (Roman, 1932)
- Die Kumiaks (Roman, 1934)
- Meine Jugend (1947)
- In Frankreich (1949)
- Unter uns (Erzählungen, 1950)
- Die Heimkehr der Kumiaks (Roman, 1952)
- Roheisen (Roman, 1955)
- Die Kumiaks und ihre Kinder (Roman, 1959)
- In Amerika (Roman, 1961)
- Gedichte (1965)
- In Frankreich / In Amerika (1971) <die beiden autobiographischen Bücher von 1949 und 1961 in 1 Band>
- Hanku. Eine Kindheit (1974)

## Magyarul
- A csapda. Az Unter uns c. mű válogatott elbeszélései; ford. Révay József, bev. Bódi László; Szépirodalmi, Bp., 1952
- Ifjúságom; ford. Rácz István; Új Magyar Kiadó, Bp., 1955